# Belkıs Şevket

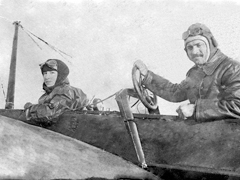
Belkıs Şevket con el capitán Fethi, uno de los primeros pilotos militares de Turquía.

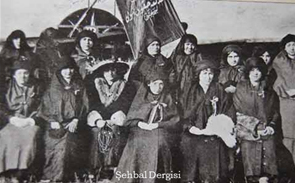
Mujeres otomanas en el aeródromo de Ayastefanos (Yeşilköy) esperando para ver el vuelo de Belkıs Şevket, en la revista de la época Şehbal.

Belkıs Şevket o Belkıs Şevket Hanım (fechas de nacimiento y muerte desconocidas) fue una activista y feminista turca otomana. Una de las fundadoras de la Müdâfaa-y Hukûk-u Nisvân Cemiyeti (Sociedad para la Protección de los Derechos de las Mujeres, en turco otomano), establecida en 1913, y escritora de la revista Kadınlar Dünyası (Mundo de las Mujeres, en turco) publicada entre 1913 y 1921, primero con periodicidad diaria y después semanal. Belkıs Şevket Hanım fue también la primera mujer turca en volar, el 1 de diciembre de 1913.
Belkıs Şevket era profesora de inglés, música y de educación infantil. Se dedicó a escribir en la revista "Kadınlar Dünyası" para contribuir a la lucha de la mujer turca por la igualdad con el hombre y para defender los derechos de las mujeres de otras partes del mundo.
El objetivo del vuelo era, publicidad para la Sociedad para la Protección de los Derechos de las Mujeres, y recaudar dinero con objeto de comprar un avión militar para el Ejército otomano. Con esta intención, Belkıs Şevket Hanım había preparado una carta que decía:
<<Osmanlı Müdâfaa-y Hukûk-uno Nisvân Cemiyeti azasından viene Kadınlar Dünyası muhabirlerinden Belkıs Şevket, Osmanlı viene Islam kadınlığı namına havada tayrân ederken “Kadınlar Dünyası” ismi ile muhterem ordumuza bir tayyare ihdâsını bilâ tefrîk-y cins viene mezhep Osmanlı kadınlığından bekler.>>	(Belkıs Şevket, miembro de la Sociedad para la Protección de los Derechos de las Mujeres y periodista en la Kadınlar Dünyası, mientras vuela por los aires en nombre de la mujer otomana y musulmana, espera de las mujeres otomanas, sin distinción étnica ni religiosa, (su contribución para) regalar un avión, con el nombre de "Kadınlar Dünyası" (Mundo de las Mujeres) a nuestro honorable ejército.) 
Pilotado por el capitán Fethi Bey, y ella en ropa islámica, Belkıs Şevket Hanım voló a bordo de un Deperdussin TT llamado Osmanlı (Otomano) desde Yeşilköy hasta Kadıköy, por encima de varios barrios de Estambul, repartiendo desde el aire octavillas con esa nota. Al final de la campaña se consiguieron 2622 Kuruş, que no fueron suficientes para comprar un avión. El vuelo fue mencionado en una noticia del diario alemán Berliner Tageblatt, con las palabras "un gesto de coraje que hay que considerar con atención". Belkıs Şevket fue homenajeada y su foto colgada en el Museo Militar.
Belkıs Şevket Hanım está nombrada como una de las escritoras turcas en el "Nevsal-y Milli", un almanaque de 1914.